# Qarin
Qarin (arabisch قرين, DMG qarīn; auch Qareen) sind nach islamischer Tradition den Dschinnen ähnliche Wesen, welche Menschen begleiten. Sie seien eine Art Gegenstück der Menschen in der Welt der Geister, und unterschieden sich somit von den Dschinnen, die unabhängig von den Menschen existierten. Qarin bedeutet wörtlich „ständiger Begleiter“ und bezeichnet im Koran selbst zunächst keine notwendigerweise übernatürliche Wesenheit. Erst in späterer Literatur wird der Qarin zu einem dämonischen Begleiter. Der Begleiter könne entweder guter oder böser Natur sein und wandle sich mit dem Zustand des Menschen. Qarin, die dahingegen eine Person belästigen und zum Bösen zu treiben versuchen würden, sollen Ähnlichkeiten mit den Satanen aufweisen. Ein wohlgesonnener Begleiter, der Menschen zum Guten ermutigt, wird dahingegen auch mit Engeln identifiziert.
Der Koran schildert die Qarin wie folgt:

„Und für den, der sich vom Gedenken an den Allerbarmer abwendet, bestimmen wir einen Satan, der sein Begleiter sein wird. Und wahrlich, sie wenden sie vom Weg ab, jedoch meinen sie, sie seien rechtgeleitet.“